# Чемпіонат України з баскетболу 2008—2009: вища ліга
18-й чемпіонат України з баскетболу у Вищий лізі під егідою ФБУ пройшов з жовтня 2008-го по травень 2009 року. Чемпіоном Вищої ліги вперше став БК Кремінь-Політехнік (Кременчук). Одночасно, у зв'язку з розколом в українському баскетболі, свій альтернативний турнір провела УБЛ, змагання якої у так званій УБЛ-Б, фактично відповідало офіційному чемпіонату Вищої ліги.

### Підсумкова турнірна таблиця
| № | Команда                     | В  | П  |
| - | --------------------------- | -- | -- |
| 1 | Кремінь-КДУ (Кременчук)     | 23 | 3  |
| 2 | Вінницькі Зубри (Вінниця)   | 22 | 4  |
| 3 | КТУ (Кривий Ріг)            | 16 | 10 |
| 4 | Коксохім-Сталь (Алчевськ)   | 15 | 11 |
| 5 | Авантаж-Політехнік (Харків) | 13 | 13 |
| 6 | Домоград (Одеса)            | 10 | 16 |
| 7 | Хімік-2 (Южний)             | 3  | 23 |
| 8 | Тернопіль-ТНЕУ (Тернопіль)  | 0  | 26 |

## Склади команд

### Кремінь— Політехнік (Кременчук)
Богдан Бутко (192), Ігор Григоренко (203), Роман Єршов (199), Олексій Жарков (200), Олександр Загребельний (202), Максим Зозуля (190), Сергій Мякінін (206), Олександр Овчаренко (197), Дмитро Роженко (196), Антон Супрун (205), Денис Хоружий (195), Денис Чергинський (194), Віктор Шепель (191).
Тренер: Олександр Шевченко.

### «Вінницькі Зубри» (Вінниця)
Авдєєв Володимир (201), Агоста Олександр (204), Антонов Володимир (204), Бондаренко Євген (206), Здирка Микола (201), Квартич Ігор (192), Косс Євген (200), Мягкий Дмитро (182), Олійник Євген (207), Семенчук Олег (186), Чорний Владислав (190), Якименко Максим (185), Яцик Денис (200).
Тренер: Сергій Бєлобородов

### КТУ (Кривий Ріг)
Водолазький Артем (194), Жук Олексій (190), Мельник Антон (196), Нетреба Сергій (190), Лазарєв Олександр (171), Лихо Данило (198), Попов Олександр (200), Савін Валерій (202).
Тренер: Василь Непийвода.

### «Коксохім-Сталь» (Алчевськ)
Анохін Вячеслав (180), Ануфрієв Євген (202), Березюк Борис (198), Гайдамака Павло (200), Єськов Микита (203), Іщук Андрій (201), Киященко Сергій (194), Лисенко Юрій (196), Насеннік Михайло (200, БК Донецьк), Селіванов Ян (205), Ткач Олег (193), Хайло Павло (184), Ходикін Руслан (192).
Тренер: Безуглов Олександр

### «Авантаж-Політехнік» (Харків)
Арабаджи Тимур (192), Боровський Родіон (200), Дудник Максим (197), Дяченко Євген (190), Козлов Роман (186), Липовий Григорій (200), Печерський Олександр (210), Поляков Костянтин (187), Роденко Микола (194), Рочняк Антон (200), Сайнієв Василь (177), Стрипа Тарас (195), Чернявський Сергій (187).
Тренер: Кулібаба Валентин.

### Домоград (Одеса)
Вознюк Сергій (183), Головко Вадим, Житарюк В'ячеслав (198), Нарівончик Дмитро (208), Новак В'ячеслав, Огарков Дмитро (185), Рихлюк Олександр (208), Сербенов Роман (204), Фронченко Юрій (200).
Тренер: Радов Віталій.

### БК «Тернопіль-ТНЕУ» (Тернопіль)
Абуладзе Арчил (190), Довжук Олександр (196), Дяченко Артем (185), Іванов Сергій (193, Говерла), Кодола Олександр (183), Козлов Антон (175), Ляшенко Олександр (190), Мусял Ярослав (201), Радчук Вадим (186), Рудяк Роман (188), Ситнік Артем (190), Хилюк Сергій (186).
Тренер: Білоус Ігор (200)

## Турнірна таблиця чемпіонатуУБЛ— дивізіон Б
| №  | Команда                      | В  | П  |
| -- | ---------------------------- | -- | -- |
| 1  | КДПУ (Кривий Ріг)            | 41 | 3  |
| 2  | ДУЕП (Дніпропетровськ)       | 38 | 6  |
| 3  | КПУ (Запоріжжя)              | 29 | 15 |
| 4  | БК Сарни (Сарни)             | 26 | 18 |
| 5  | Скорпіони (Київ)             | 24 | 20 |
| 6  | БК Орлан (Сімферополь)       | 23 | 21 |
| 7  | Волинь-Баскет (Луцьк)        | 20 | 24 |
| 8  | Педуніверситет (Кіровоград)  | 19 | 25 |
| 9  | БК Севастополь (Севастополь) | 18 | 26 |
| 10 | Полтавабаскет (Полтава)      | 16 | 28 |
| 11 | БК Харків-ХНАГУ (Харків)     | 7  | 37 |
| 12 | БК Краматорськ (Краматорськ) | 4  | 40 |

## Склади команд

### КДПУ (Кривий Ріг)
Алексейчик Станіслав (210), Близнюк Віталій (206), Борисов Андрій (197), Глєбов Гліб (208), Гусаров Іван (190), Демченко Андрій (186), Коверга Юрій (190), Колесник Сергій (192), Кузьмінець Юрій (201), Мальчевський Віталій (201), Немнонов Денис (185), Савостін Олександр (187), Салиш Денис (200).
Тренер: Савостін Олександр

### ДУЕП (Дніпропетровськ)
Балабан Дмитро (196), Геленко Богдан (200), Квітковський Ярослав (201), Коняхін Євген (195), Костюков Олексій (188), Махінько Ілля (188), Мельниченко Роман (184), Малоок Віталій (201), Онищенко Вадим (184), Орищук Руслан (183), Севастьянов Олексій (186), Тороп Юрій (200).
Тренер: Севастьянов Володимир

### КПУ (Запоріжжя)
Насеннік Михайло (200, Коксохім-Сталь).
Тренер:

### БК Сарни (Сарни)
Бартош Іван (187), Болба Антон (195), Бугаєвський Андрій (190), Бурячинський Олександр (196), Ковалевський В'ячеслав (200), Красько Олег (178), Лебедь Артем (205), Павлюк Андрій, Рудковський Володимир (174), Сачук Віктор (202), Табор Ярослав, Тодуа Мераб (194), Хрикін Ігор (185), Чиж Василь (185), Чорнолоз Степан (180), Целюк Олександр (200).
Тренер: Бартош В'ячеслав.

### «Скорпіони» (Київ)
Ашурков Кирило (191), Буданков Дмитро (191), Вишенський Сергій (185), Гукасов Павло (184), Гур'янов Євген (177), Грушецький Олег (197), Журавель Андрій (198), Івчатов Андрій (194), Кісало Сергій (191), Кузнецов В'ячеслав (182), Логінов Олексій (190), Масюк Даніїл (189), Ожерельєв Сергій (203), Пелипейко Ігор (200), Подоляко Дмитро (188, Вінницькі Зубри), Пораднік Костянтин (200), Пилипчак Олександр (198), Полотняк Олександр (198), Полуяхтов Володимир (192), Роман Валерій (197), Савченко Віктор (209), Сурін Артемій (190), Черногор Антон (198)
Тренер: Вишенський Сергій.

### БК «Орлан» (Сімферополь)
Бахдідян Олексій, Семенов Дмитро, Кочинян Арарат (203), Волков Ігор (182), Федиско Віталій (189), Шевченко Андрій (187), Миронов Андрій (190), Подопригора Олександр (191), Акопян Армен, Юдін Максим (195), Утулов Олексій (196), Каракулян Володимир (195).
Тренер: Луковенко А.

### «Волинь- Баскет» (Луцьк)
Карпенко Юрій (192, Біла Церква), Литвиненко Андрій (194), Скоков Іван (197, Біла Церква), Федчук Едуард (181), Швагринський Дмитро (190,Костопіль), Штереб Юрій (190, Мінськ-2006), Щегельський Артур (196).
Тренер: Сергій Смітюх.

### «Педуніверситет» (Кіровоград)
Білозерський Андрій (207), Близниченко В'ячеслав (195), Глинчак Сергій (188), Гордієнко Сергій, Ковальов Ярослав (194), Кондратенко Костянтин, Макєєв Дмитро, Міщенко Володимир (182), Мусієнко В., Мохонько Олексій (196), Подкопайло Денис, Соловйов Роман (187), Сокіл Роман (212), Степанов Сергій (200), Собоновський В., Фомічов К., Цвєтков Дмитро (175), Цвєтков Олександр (182).
Тренер: Білозерський Андрій.

### «БК Севастополь» (Севастополь)
Бугайов Денис (205), Водолазкін Олександр (194), Василенко Сергій (205), Васютін Олександр (195), Волинський Дмитро (193), Грибиниченко Сергій (208), Дмитрієв Денис (198), Каракулян Володимир (195), Кожеватов Ігор (190), Остренко Олексій (187), Рябцев Михайло (209), Романенко Андрій (205), Скурідін Дмитро (187), Ткаченко Михайло (194), Чоков Олександр (196), Шевченко Артем (194), Шевченко Микола (197), Юр Вячеслав (175).
Тренер: Водолазкін Олександр.

### «БК Полтавабаскет» (Полтава)
Воронянський Євген, Голобородько Ілля, Зайцев Сергій (195), Кузьменко Сергій, Маньковський Костянтин, Мегідей Костянтин (185), Мирко Андрій (195), Рожко Сергій, Рудаков Владислав, Федянов Павло.
Тренер — Кожурін Андрій